# Grand Trianon

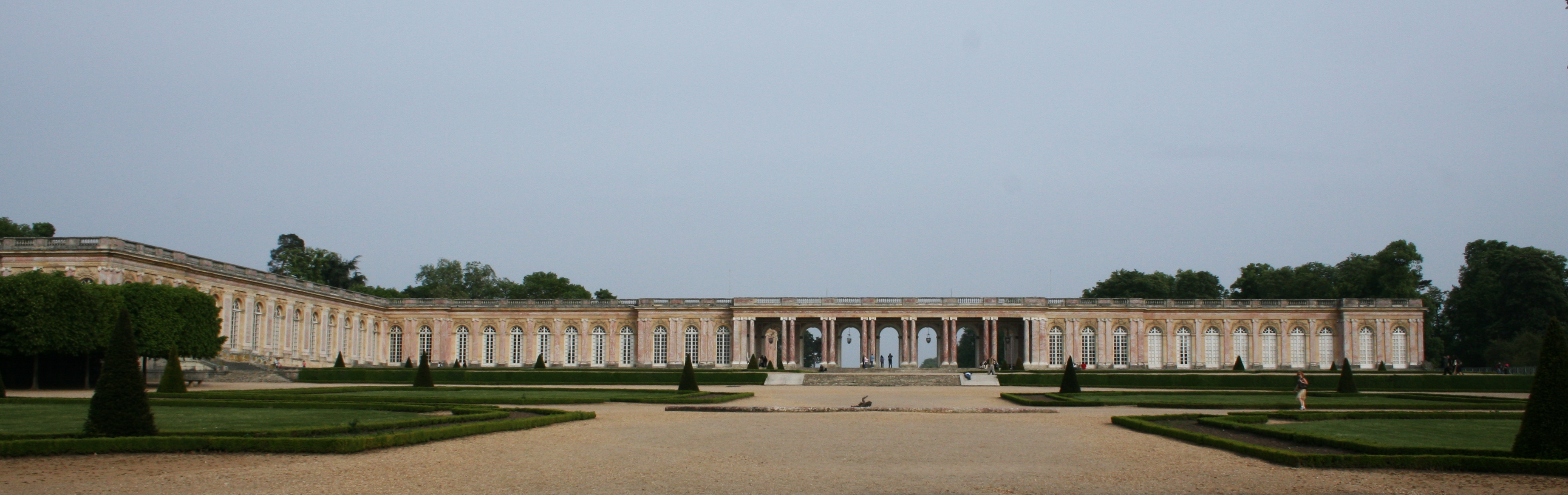
Grand Trianon

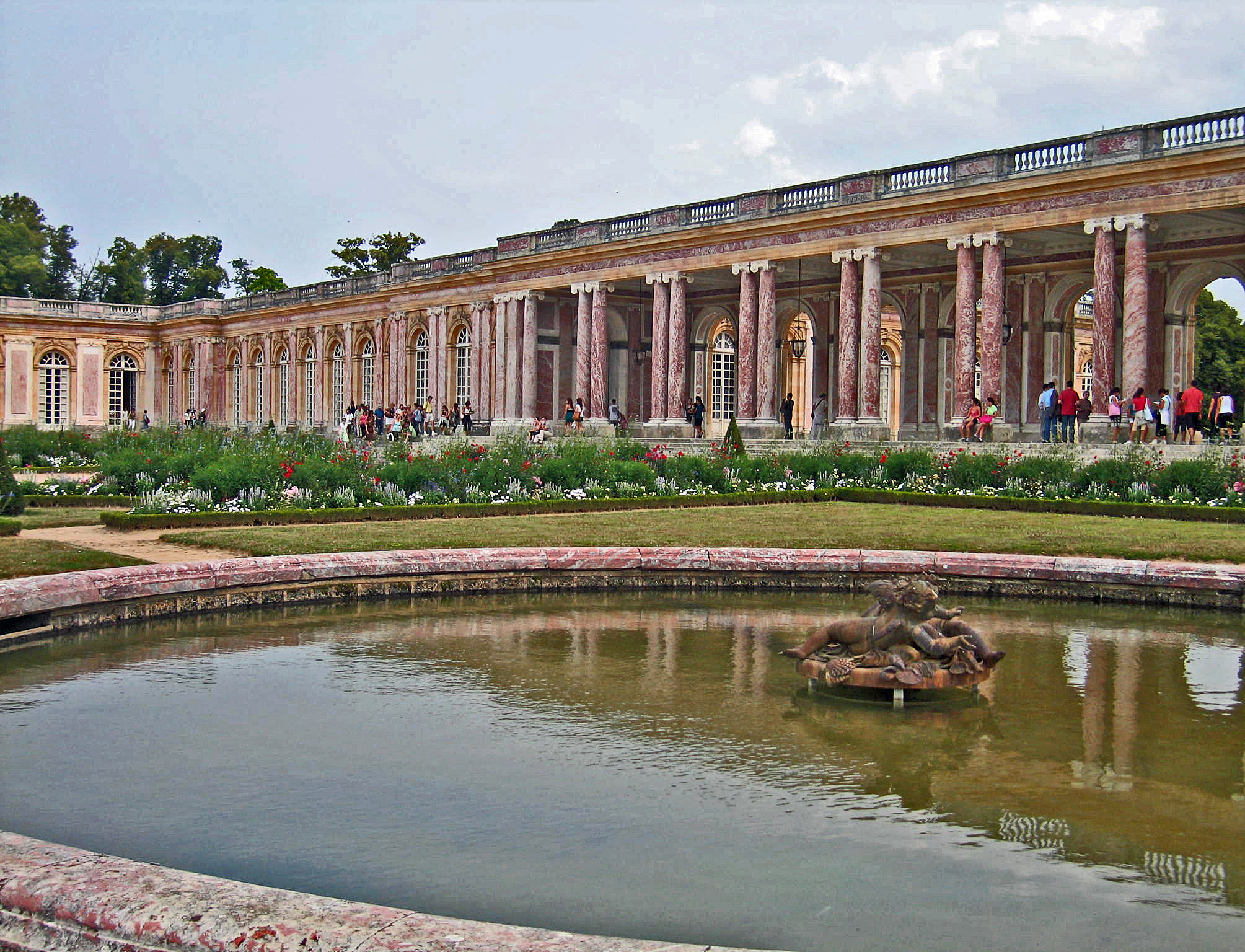
Grand Trianons trädgård

Grand Trianon (Stora Trianon) är ett lustslott i Frankrike. Det ligger i anslutning till parkkomplexet vid Slottet i Versailles, i samma park som Petit Trianon (Lilla Trianon). 

## Historik
Grand Trianon uppfördes år 1687-1688 av Jules Hardouin-Mansart på order av Ludvig XIV. Det ersatte en mindre paviljong som hade uppförts där 1670 men som hade förfallit och måste ersättas. 
Byggnaden användes ofta av kung Ludvig XIV och hans morganatiska hustru madame de Maintenon, för privata middagar och umgänge på avstånd från hovetiketten. Mellan 1703 och 1711 var den bostad åt tronföljaren, Le Grand Dauphin. 
Byggnaden användes sedan fram till franska revolutionen av personer besläktade med kungahuset, främst av medlemmar ur den kungliga sidogrenen Orléans. Peter den store bodde på Grand Trianon under sitt franska statsbesök 1717. 
Under 1800-talet användes Grand Trianon som bostad av både Napoleon I och kung Ludvig Filip, när dessa bodde på Versailles, eftersom de inte ville använda själva slottet Versailles.   
Grand Trianon är känd som platsen för Trianonfördraget 1920. Det används i nutid som gästbyggnad vid officiella statsbesök i Frankrike.   

## Galleri

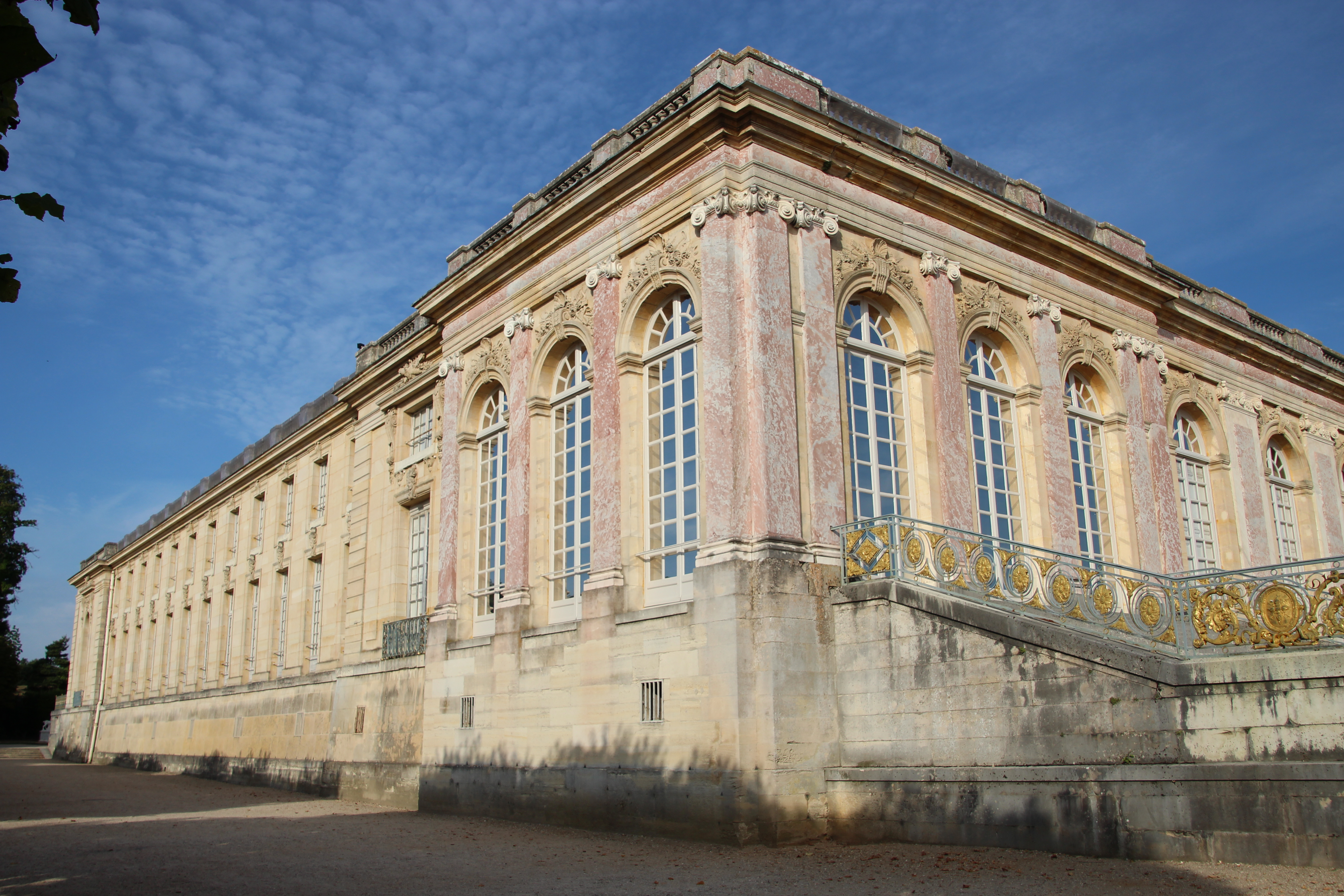
Grand Trianon.
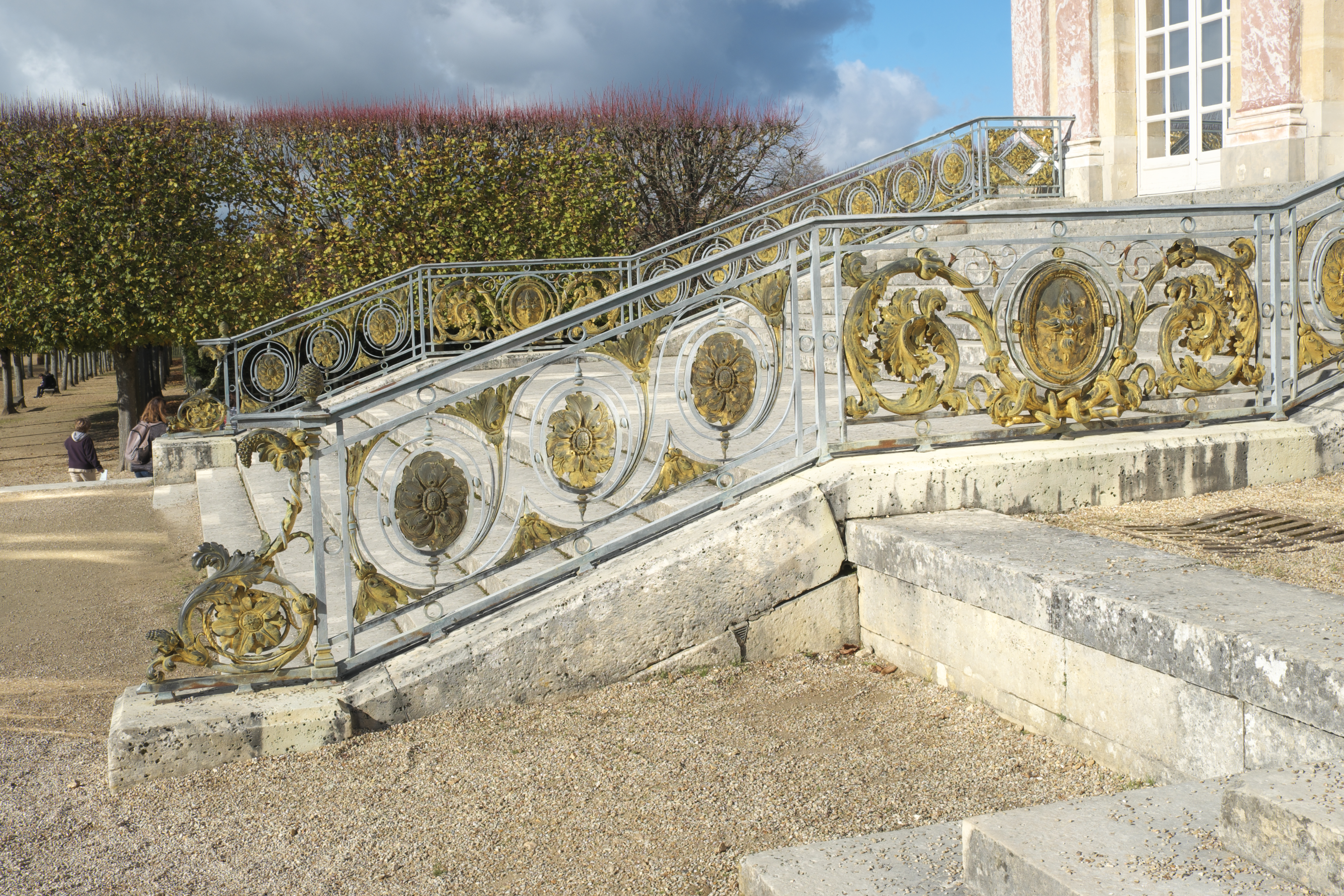
Trappan.
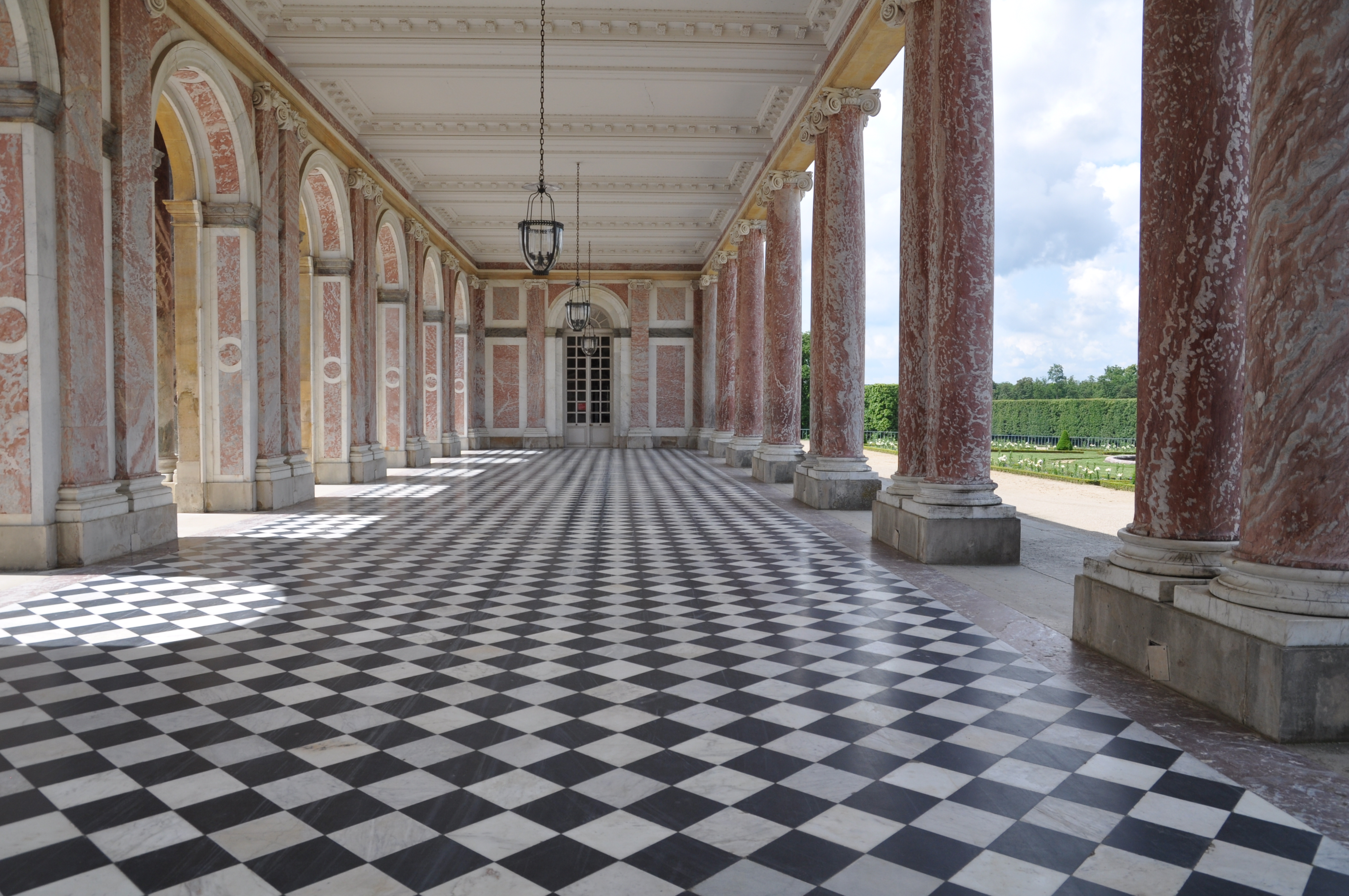
Peristylen.
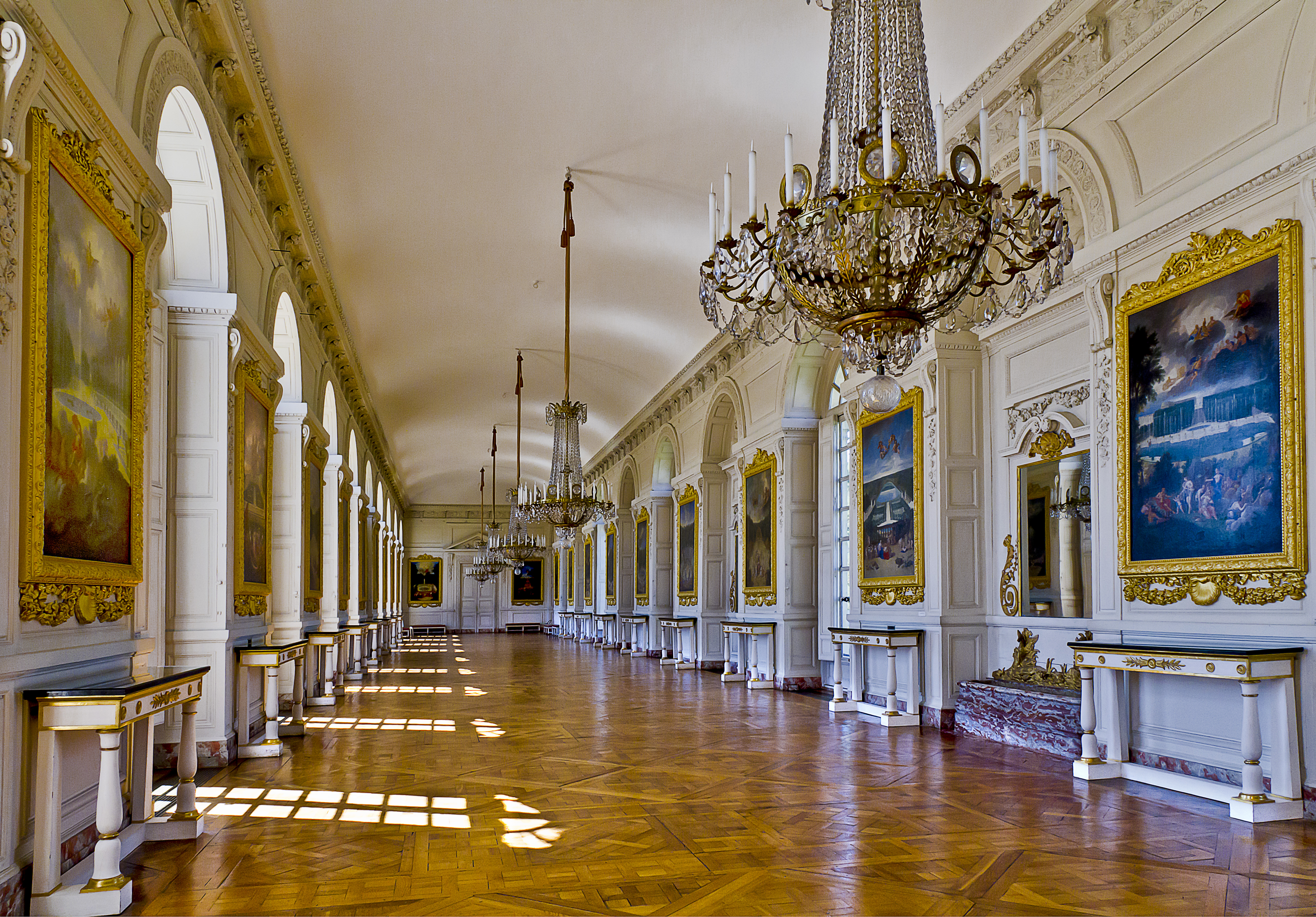
Galleriet.
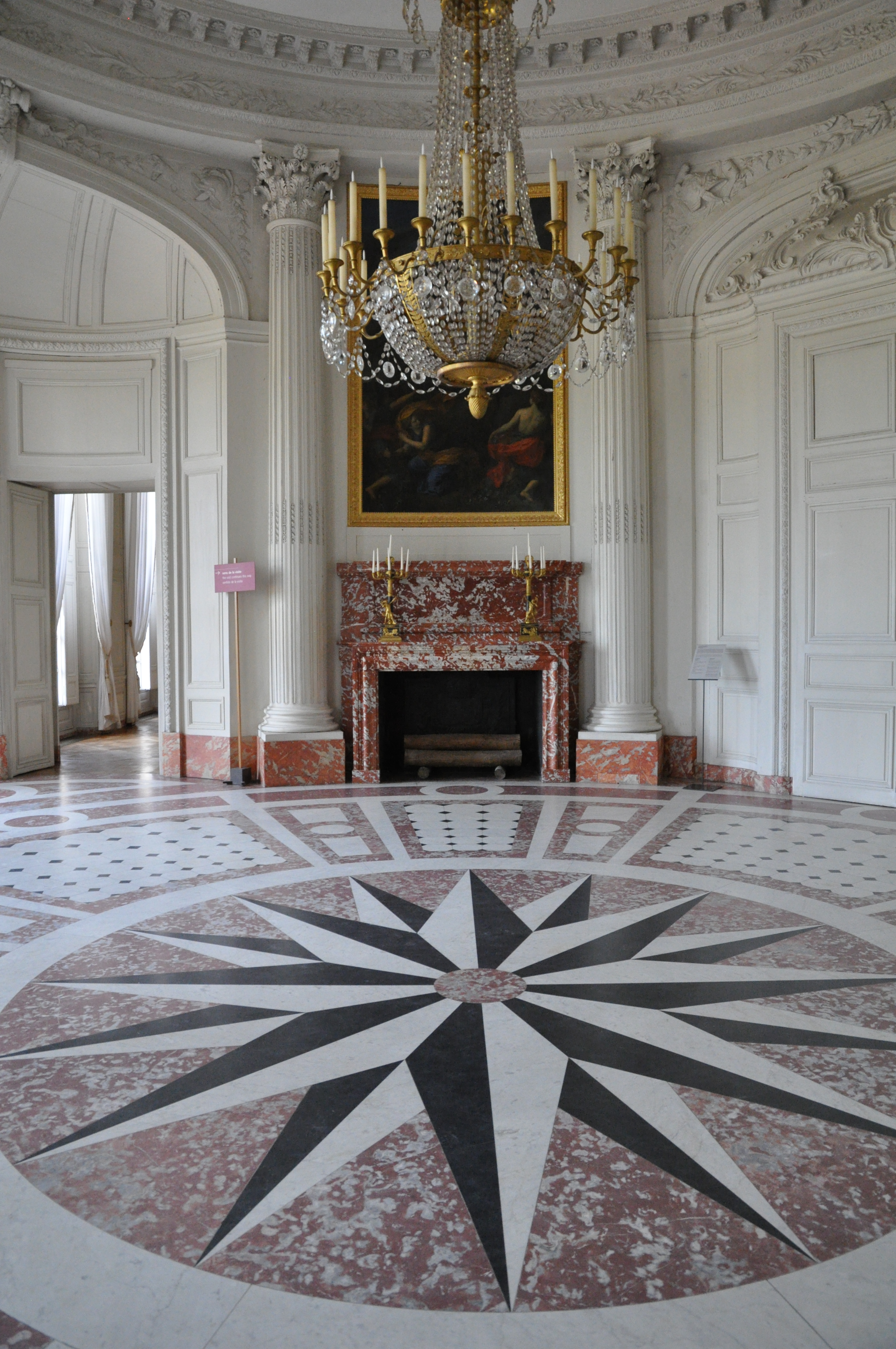
Runda salongen.
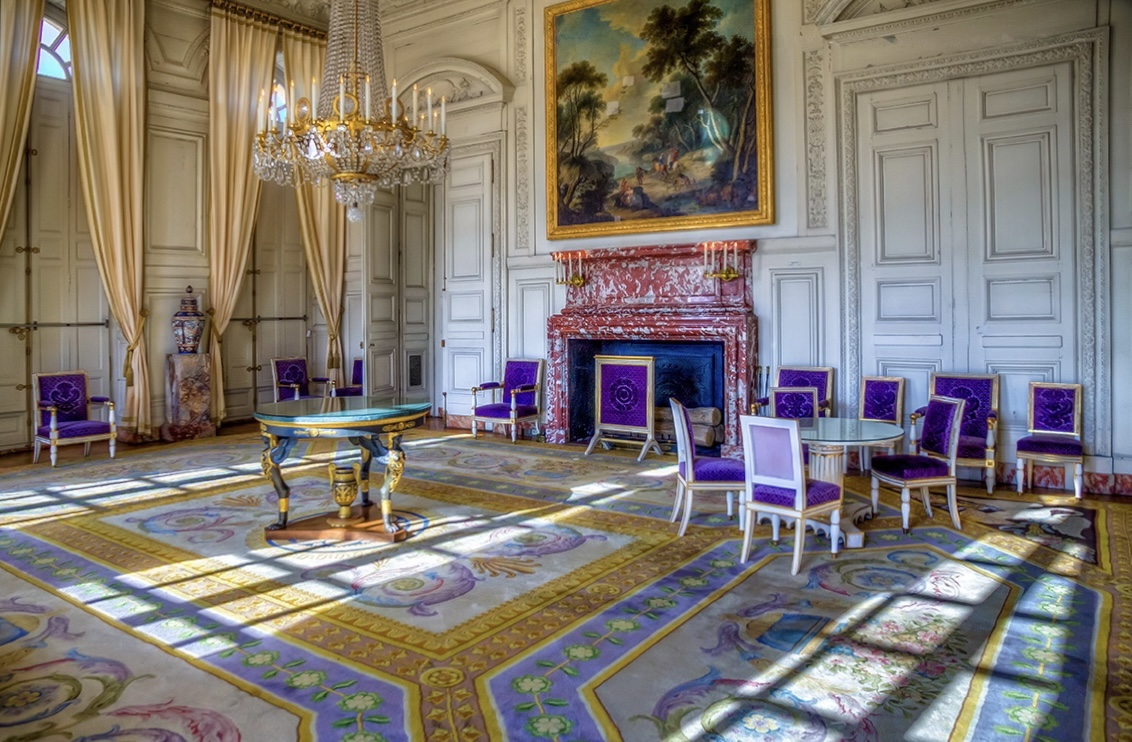
Salon des Jardins.
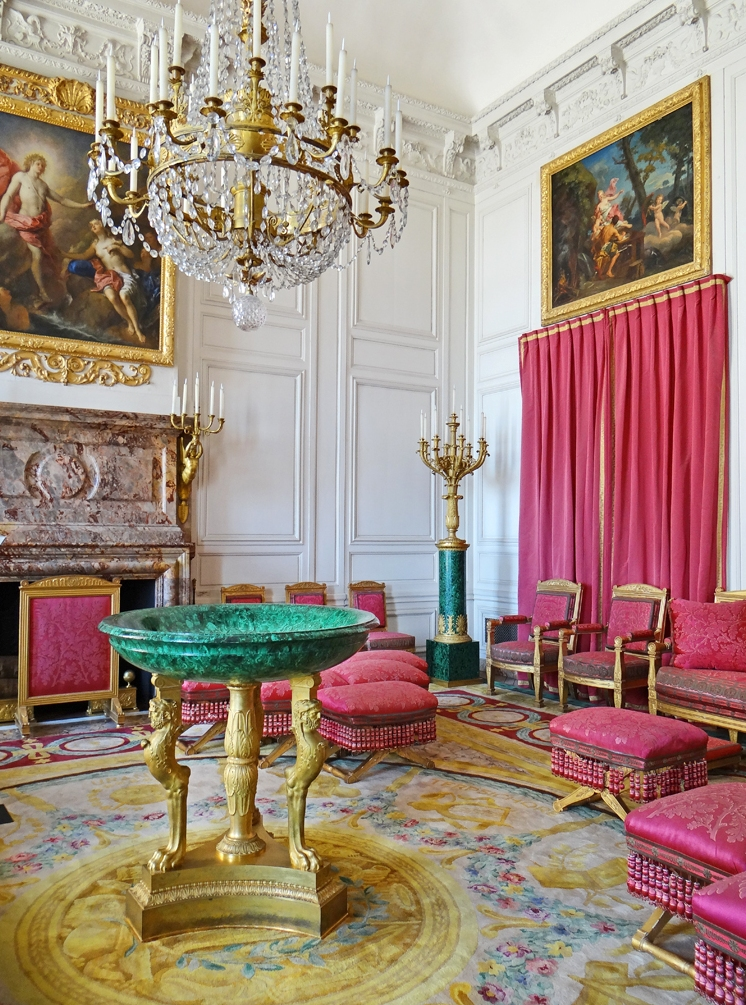
Malakitsalongen.
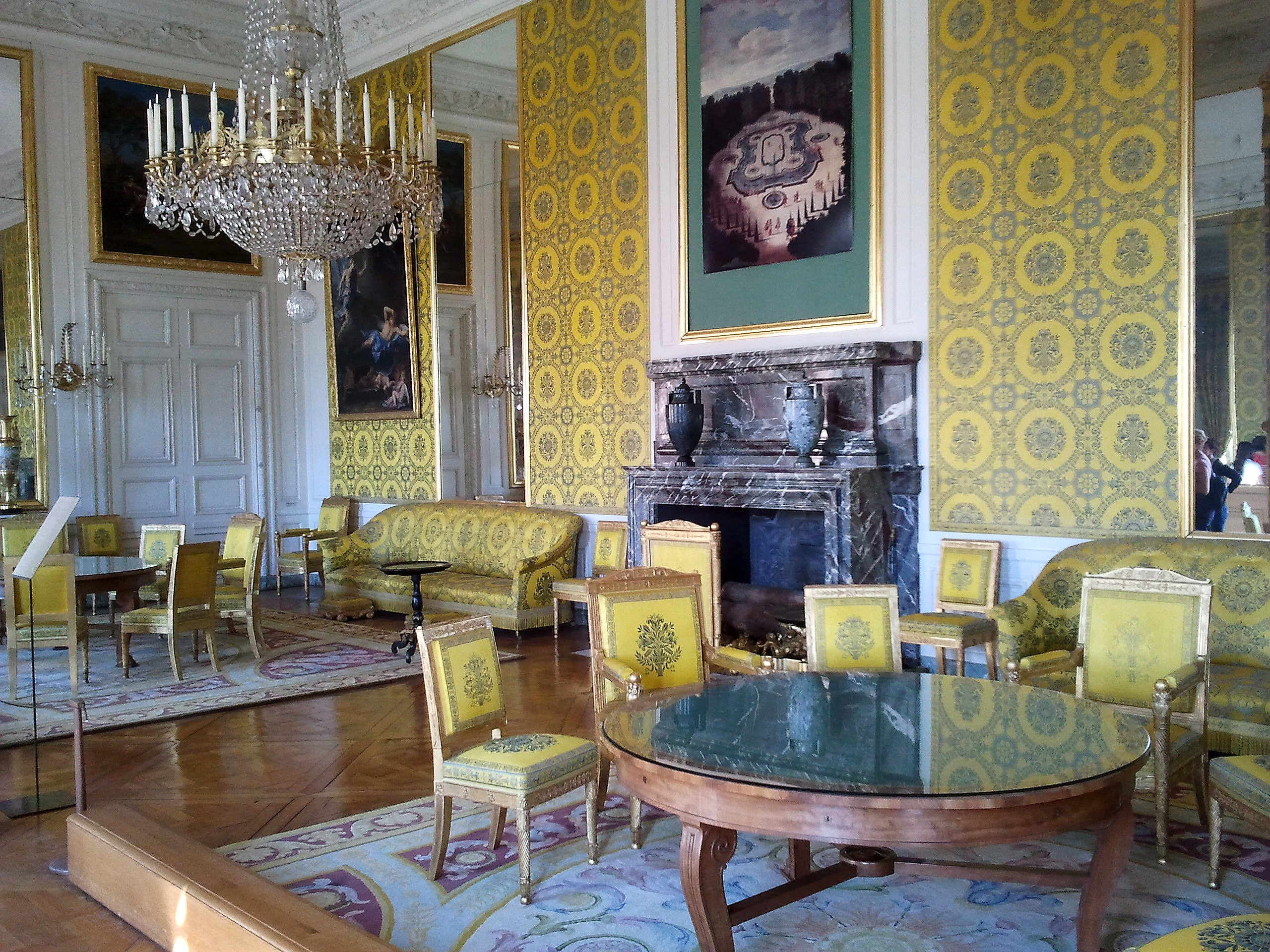
Ludvig Filips salong.
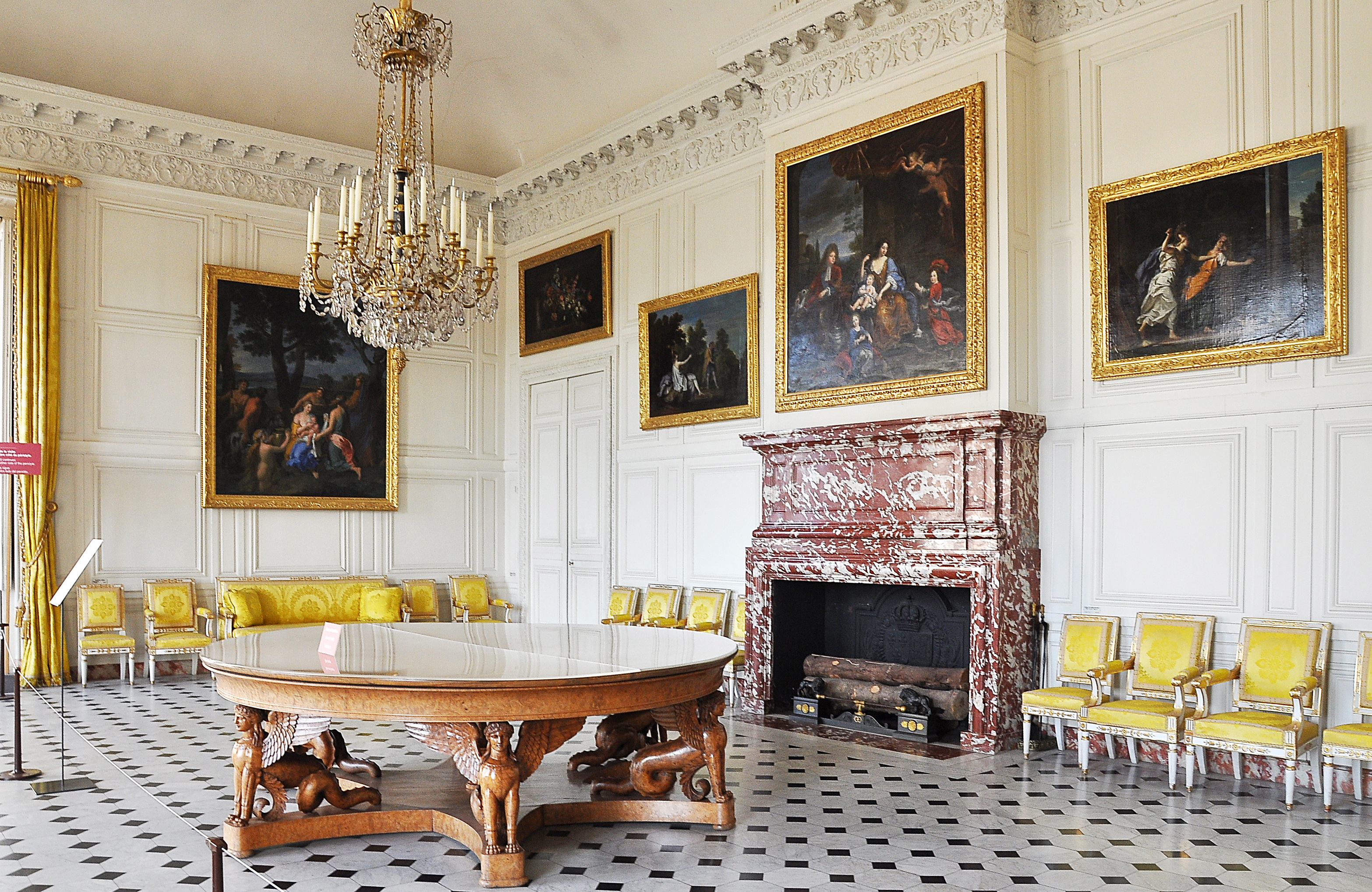
Napolens förrum.
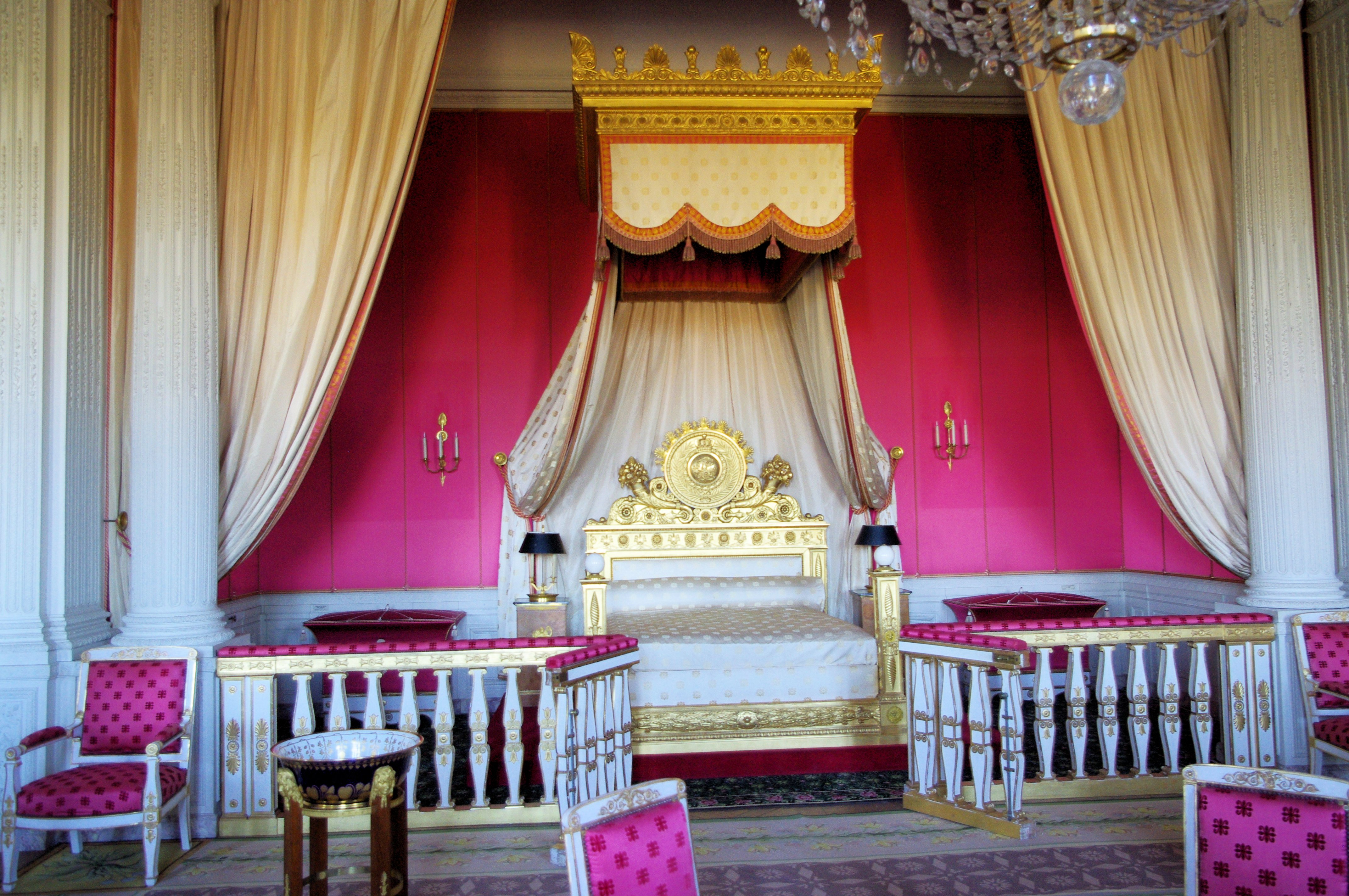
Napoleons sovrum.